# Ronde van Al Zubarah
De Ronde van Al Zubarah was een meerdaagse wielerwedstrijd in de omgeving van Al Zubarah, in het noorden van Qatar. De wedstrijd werd voor het eerst georganiseerd in 2013 en maakte deel uit van de UCI Asia Tour, in de categorie 2.2. De wedstrijd vond jaarlijks in december plaats, en is sinds 2015 niet meer georganiseerd.

## Lijst van winnaars

### Overwinningen per land
| Overwinningen | Land                                            |
| ------------- | ----------------------------------------------- |
| 1             | Algerije, Tunesië, Verenigde Arabische Emiraten |